# Valjarjanava
Valjarjanava (belarusiska: Валяр’янава) är en by i Belarus. Den ligger i voblasten Minsks voblast, i den centrala delen av landet, 10 km nordost om huvudstaden Minsk. Valjarjanava ligger 233 meter över havet och antalet invånare är 790.

## Natur och klimat
Terrängen runt Valjarjanava är platt. Runt Valjarjanava är det ganska tätbefolkat, med 120 invånare per kvadratkilometer.. Närmaste större samhälle är Mіnsk, 10,2 km sydväst om Valjarjanava.
I omgivningarna runt Valjarjanava växer i huvudsak blandskog.